# Peintres de la Réalité (Künstlergruppe)
Die Peintres de la Réalité [pɛ͂tʀ də la ʀealite] (französisch für „Maler der Wirklichkeit“) wurde nach dem Zweiten Weltkrieg von Henri Cadiou gegründet, um Maler zusammenzubringen, die sich auf Stillleben bzw. Genre-Motive spezialisiert hatten. Sie entwickelte sich später zum Mouvement Trompe-l'œil/Réalité (französisch für „Bewegung Optische Täuschung/Realität“). Die Malerei der Gruppe ist keine Wiedererscheinung der Antike oder des 17. Jahrhunderts, sondern die logische Folge der im 20. Jahrhundert stattgefundenen Entwicklung eines Realismus, der die Folge des Surrealismus eingenommen hat, um zum modernen Trompe-l’œil zu führen.
Cadiou erklärt: „Die Peintres de la Réalité akzeptieren das Unterfangen, die mühseligsten Objekte dank einer feinfühligen und herzlichen Ausführung zu verklären. Wenn es nötig war, verbrachten sie Wochen oder Monate damit, die Weichheit, die Geschmeidigkeit und die Stärke zu erreichen, die das Markenzeichen eines gelungenen Gemäldes sind“.
1973 stellt die Gruppe im Kulturzentrum von New York aus und in der Corcoran Gallery von Washington. 1989, nach dem Tod von Henri Cadiou, führte Pierre Gilou das Werk seines Vaters innerhalb der Gruppe fort. 1993, im Rahmen des Grand Palais in Paris, erzielt die große Veranstaltung der Gruppe „le triomphe du Trompe-l’oeil“ einen Aufsehen erregenden Erfolg mit mehr als 65.000 Besuchern in zwei Wochen.

## Mitglieder
Die folgenden Künstler zeigten zur ersten Internationalen Ausstellung der Peintres de la Réalité im Jahr 1955 Werke in der Galerie Marforen, Paris:
- Jacques Abeille (Frankreich)
- Jos Albert (Belgien)
- Mariano Andréu (Spanien)
- Pietro Annigoni (Italien)
- François Baboulet (Frankreich)
- Martin Battersby (Großbritannien)
- Henri Cadiou (Frankreich)
- Franco A. Ghisotti (Italien)
- Fernand Guery-Colas (Frankreich)
- Liselotte Heckmann (Deutschland)
- Robert Jeannisson (Frankreich)
- Cornelius Postma (Niederlande)
- Werner Schramm (Deutschland)
- Gregorio Sciltian (Italien)
- Claude Yvel (Frankreich)